# Acropimpla facinotata
Acropimpla facinotata là một loài tò vò trong họ Ichneumonidae.